# Habban
Habban és una ciutat interior del Iemen, a la governació de Shabwa, a uns 120 al sud de la capital, Ataq, i a uns 140 km de Mukalla, més a l'est i a la costa. La ciutat és molt típica i té uns tres mil habitants; és el centre comercial regional. Propera es troba Azzan. El clima és sec i les temperatures molt altes, sobretot a l'estiu.
A les inscripcions preislàmiques hi ha diverses referències a un clan, els Yazan (Y.z.n), que dominaven la zona del Wadi Amakin (el centre de la qual és Haban) vers el segle v. Al final del segle v eren aliats del clan sabeu Gdn i al segle vi eren el principal clan del regne Himiarita que pretenia assegurar la sobirania sobre el que havia estat (fins a vers l'any 300) el regne d'Hadramaut i el Dophar (Zufar) a l'entorn de Salala, a més de l'illa Socotra. El clan va aportar la major part dels oficials dels reis Madikarib i Dhu-Nuwàs. La tradició els dona un heroi llegendari al segle vi: Sayf ibn Dhu Yazan.
Habban fou la primera capital del soldanat dels wahidi, fraccionat en quatre soldanats vers el 1830. El soldà va signar un tractat de protectorat amb la Gran Bretanya entre el 1890 i el 1895 i va pertànyer al Protectorat d'Aden (vers 1895-1917), protectorat Occidental d'Aden (1917-1937), i Protectorat Oriental d'Aden (1937-1961). El 1962 fou incorporat al soldanat d'Azzan i Bal Haf amb el qual va ingressar a la Federació d'Aràbia del Sud el 1963. Integrat a la República Popular del Iemen del Sud (1967-1970) i República Popular i Democràtica del Iemen (1970-1990), és part de la República del Iemen després de la unificació d'aquest darrer any.

## Sultans
- Salih ben Nasir al-Wahidi vers 1640-1670
- Hadi ben Salih al-Wahidi vers 1670-1706
- Hasan ben al-Hadi al-Wahidi 1706-1766
- Husayn ben Hasan al-Wahidi 1766-1771
- Said ben Hasan al-Wahidi 1771
- Ahmad ben al-Hadi al-Wahidi 1771-1810
- Abd Allah ben Ahmad al-Wahidi 1810-1830
- Husayn ben Ahmad al-Wahidi 1830-1840
- Abd Allah ben Husayn al-Wahidi 1840-1870
- Ahmad ben Husayn al-Wahidi 1870-1877
- Salih ben Ahmad al-Wahidi 1877-1881
- Interregne 1881-1885
- Nasir bwn Salih al-Wahidi 1985-1919
- Husayn ben Alí al-Wahidi 1919-?
- Husayn ben Abd Allah al-Wahidi ?-1962